# Clark-Therapie
Die Clark-Therapie (benannt nach der Biologin Hulda Regehr Clark; 1928–2009) postuliert, dass es nur wenige Ursachen für chronische Krankheiten gebe: Parasiten, u. a. den Parasiten Fasciolopsis buski und Umweltgifte. Entsprechend seien diese Krankheiten durch die Abtötung der Parasiten sowie die Vermeidung von Umweltgiften heilbar. Ihre Konzepte bewegen sich weit außerhalb der wissenschaftlichen Medizin und der Biophysik. Eine von Clark betriebene Klinik wurde 2001 von den Gesundheitsbehörden geschlossen.

## Lehre
Hulda Regehr Clark behauptete, die genannten Parasiten könnten sich in allen Stadien im menschlichen Körper entwickeln – insbesondere dann, wenn im Körper chemische Lösungsmittel vorhanden seien – und benötigten ansonsten notwendige natürliche Zwischenwirte nicht mehr. Diese Organismen würden dann direkt die Entstehung von diversen schweren Krankheiten verursachen und/oder begünstigen.
Bei Krebs seien ausnahmslos Parasiten, insbesondere Egel wie der Riesendarmegel, die eigentliche Ursache der Krankheit. Karzinogene hingegen sind laut Clark lediglich eine mittelbare Ursache, da die Karzinogene es dem Fasciolopsis buski und anderen Egeln erleichtern würden, sich in den betroffenen Stellen einzunisten und als Krebs zu wuchern. Ebenso sei die Ursache für AIDS eine durch das Lösungsmittel Benzol geschädigte Thymusdrüse. Auch hier spiele der Egel, der sich angeblich in der geschädigten Thymusdrüse ansiedle, eine weitere entscheidende Rolle, während der HI-Virus erst in einem späten Stadium auftauche und tatsächlich ein Virus des Egels sei, kein Menschenvirus. Die Alzheimersche Krankheit werde durch Darmegel und Toluol oder Xylol im Gehirn verursacht. Depressionen entstünden durch Hakenwürmer im Gehirn, Diabetes mellitus durch Pankreasegel. Ebenso listet Hulda Clark eine ganze Reihe weiterer Krankheiten auf, die jeweils durch eine Kombination von Egeln und Lösungsmitteln entstünden.
Die Erreger sollen mit Hilfe eines sogenannten Syncrometers (ein Bioresonanz-Gerät) nachgewiesen werden. Mit dem Syncrometer würden außerdem Trinkwasseranalysen auf Schwermetalle und Gifte durchgeführt.
Für die innerliche Anwendung wird ein Cocktail aus Schwarzwalnussschalen (Juglans nigra), Wermut und Gewürznelken empfohlen.

## Zapper nach Clark
In der Alternativmedizin wird mit dem Begriff Zapper eine Gruppe batteriebetriebener elektrischer Stimulatoren bezeichnet, die eine Analogie zum etablierten TENS-Verfahren aufweisen, aber wissenschaftlich nicht anerkannt sind. Über zwei Hautelektroden wird dem Patienten eine schwache Wechselspannung (meist Rechteck-Kurvenform) appliziert, die einen schwachen Wechselstrom im Gewebe und den benachbarten Gefäßen zur Folge hat. Befürworter der Methode, wie Frau Clark, glauben, auf diese Weise selektiv schädliche Parasiten, Bakterien oder Viren aller Art schädigen zu können, was dem Patienten zugutekäme. Laut Clark ließen sich so Krankheiten auf einfache, schnelle und kostengünstige Art einfach „wegzappen“. Studien, die eine Wirksamkeit derartiger Zapper im postulierten Sinne belegen würden, sind nicht bekannt. Hingegen ist ein Fall einer Arrhythmie bei einer Herzschrittmacher-Patientin bekannt, die ein derartiges Gerät benutzte.
Der Dr. Clark Association wurde 2003 von einem Gericht in den USA untersagt, gesundheitsbezogene Werbung für das Produkt zu machen. Die Kunden mussten von der Firma benachrichtigt werden, dass ihre Ausgaben auf Wunsch erstattet würden. Vorausgegangen waren Werbeaussagen, nach denen der Zapper AIDS und Krebs heilen könne.

## Medizinische Beurteilung
Das Konzept der Clark-Therapie bewegt sich weit außerhalb der wissenschaftlichen Medizin und Biologie beziehungsweise Biophysik. Ihre Begriffe, zum Beispiel Biophysik, Parasit, Egel oder Umweltgift, decken sich nicht mit der wissenschaftlichen Bedeutung dieser Begriffe. Syncrometer sind nicht geeignet, Informationen über im Wasser gelöste Substanzen zu gewinnen. Wissenschaftliche Wasseranalysen werden mit pH-Messgeräten, Leitfähigkeitsmessgeräten, Photometern, Trübungsmessern, Thermometern und chemischen Testkits durchgeführt.

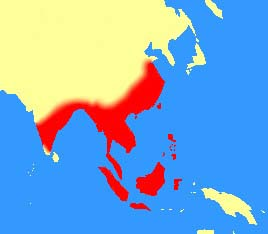
Geografische Verbreitung von Fasciolopsis buski

Gegen die Hypothese der Clark-Anhänger spricht auch die Tatsache, dass der Darmegel Fasciolopsis buski lediglich in China, Thailand, Indien und einigen weiteren Ländern Südostasiens heimisch ist und folglich in allen anderen Ländern nicht als eine Ursache für die Entstehung von Krebs in Frage kommen kann.
Ein wissenschaftlicher Nachweis für eine Wirksamkeit der Zapper existiert nicht; das Verfahren ist im Falle der erwähnten Indikationen wirkungslos. Falls Personen mit ernsthaften Erkrankungen statt einer wirksamen ärztlich verordneten Therapie eine Clark-Therapie durchführen, drohen unter Umständen gefährliche Folgen aus der unterlassenen Behandlung der ernsthaften Erkrankung. Träger von Herzschrittmachern sollten einen Zapper keinesfalls verwenden, weil dessen Funktion gestört werden könnte. Syncrometer und Zapper haben in den USA und in der Schweiz keine Zulassung als medizinische Geräte. In der Europäischen Union sind einige Zapper als medizinische Geräte der Klasse IIa zugelassen.
Eine von Clark und ihrem Sohn Geoffrey Clark in Mexiko betriebene Klinik wurde 2001 von den Gesundheitsbehörden geschlossen.